# Erotikmesse
Erotikmessen sind Fachmessen, die der Information, Werbung und auch dem Verkauf von Produkten der Sexindustrie dienen. 
Zu den Messen mit Preisverleihungen für Pornodarsteller zählen die Venus mit dem Venus Award (zwischenzeitlich Erotixxx Award), das  Internationale Festival der Erotik von Brüssel mit dem Europäischen X Award und die AVN Adult Entertainment Expo mit dem AVN Award.